# Dziurów (Starachowice)
Pour les articles homonymes, voir Dziurów.
Dziurów est une localité polonaise de la gmina de Brody, située dans le powiat de Starachowice en voïvodie de Sainte-Croix.